# Росянка вильчатая
Рося́нка вильчатая (лат. Drósera binata) — насекомоядное многолетнее травянистое растение семейства Росянковые, вид рода Росянка, единственный вид подрода Phycopsis.

## Биологическое описание
Росянка вильчатая имеет уникальные среди других представителей своего рода узкие, ветвящиеся двойчатые листья. На раздвоенность листьев этого вида росянки указывает и видовой эпитет научного названия (binata).

## Распространение
Встречается в природе в Австралии, в основном в прибрежных районах: ареал простирается от острова Фрейзер в Квинсленде к югу через Новый Южный Уэльс и штат Виктория до острова Тасмания, также росянка двусложная встречается на юго-востоке штата Южная Австралия. В Новой Зеландии росянка двусложная была найдена на Северном и Южном островах, на острове Стьюарт и на архипелаге Чатем.
Некоторые популяции в зимний период находятся в состоянии покоя, другие растут круглый год.